# 胡德风
胡德风（1926年—2007年4月），男，江苏沛县人，中国指挥家，曾任总政治部文工团歌舞团团长，中国音乐家协会理事。

## 家庭
女儿胡玫。